# Paradrina ellisoni
Paradrina ellisoni là một loài bướm đêm trong họ Noctuidae.